# Nikolas Vogel
Nikolas „Nick“ Vogel (* 9. März 1967 in Wien; † 28. Juni 1991 in Ljubljana, Slowenien) war ein österreichischer Schauspieler, Fotograf und Kriegsreporter.

## Leben und Wirken
Nikolas Vogel war der Sohn der österreichischen Schauspielerin Gertraud Jesserer (1943–2021) und des deutschen Schauspielers Peter Vogel (1937–1978), der sich das Leben nahm, als Nikolas elf Jahre alt war. Sein Großvater war der deutsche Schauspieler Rudolf Vogel (1900–1967).
Seine ersten Filmrollen spielte er als Jugendlicher in Filmen des österreichischen Regisseurs Walter Bannert. In den späten 1980er-Jahren führte ihn sein Weg als freiberuflicher Pressefotograf in die damaligen Krisengebiete der Welt. Er fotografierte im Nordirlandkonflikt, im Krieg in Afghanistan und schließlich in den Umstürzen auf dem Balkan während des Zerfalls des Ostblocks. Sein letzter Film, Requiem für Dominic, eine Spieldokumentation von Robert Dornhelm, zeigt Nick Vogel auf dem Weg nach Rumänien in den Wirren nach dem Sturz des Diktators Nicolae Ceaușescu.
Er starb als Kriegsberichterstatter (Kamera) während des 10-Tage-Krieges in Slowenien bei einem Bombardement durch die jugoslawische Luftwaffe am Flughafen von Ljubljana (gemeinsam mit Norbert Werner). Während der Feier anlässlich des endgültigen Beitritts Sloweniens zum Schengen-Raum im Jahr 2008 gedachte Premierminister Janez Janša auf dem Flugfeld von Ljubljana der beiden Toten.

## Filmografie
- 1981: Was kostet der Sieg? (als Peter) – Regie: Walter Bannert
- 1982: Die Erben (als Thomas Feigl) – Regie: Walter Bannert
- 1985: Herzklopfen (als David) – Regie: Walter Bannert
- 1986: Bibos Männer (als Mischi) – Regie: Klaus Lemke
- 1987: Das Wasser des Lebens (O živej vode) (als Prinz Konrad) – Regie: Ivan Balaďa
- 1989: Eurocops: Stolpersteine (als Nikki) – Regie: Walter Bannert
- 1990: Requiem für Dominic (als Nick) – Regie: Robert Dornhelm